# Saint-Bonnet-du-Gard
Saint-Bonnet-du-Gard ist eine französische Gemeinde mit 816 Einwohnern (Stand 1. Januar 2022) im Département Gard der Region Okzitanien.

## Geografie
Das Dorf liegt auf halbem Weg zwischen Nîmes und Avignon. In zwei Kilometern Entfernung liegt Remoulins, sechs Kilometer entfernt befindet sich der Pont du Gard. Bis zu dreißig mittelalterliche Häuser sind im Dorf erhalten.

## Geschichte
Saint-Bonnet lebte im 7. Jahrhundert. Er verwaltete das Kloster im Ort neun Jahre lang und gab dem Ort seinen Namen. Später wurde er Bischof von Clermont-Ferrand. Die Mönche des Klosters spielten eine wichtige Rolle für die Wirtschaft des Ortes. Dieser lag an der Salzstraße, nahe der Furt, wo man den Gardon überqueren konnte. 1806 wurde unter Napoleon ein Brunnen erbaut. Zuvor schöpften die Bewohner ihr Wasser aus einer Capitelle. Bei Saint-Bonnet gab es ein römisches Aquädukt. Seine Reste wurden teilweise als Baumaterial verwendet.

## Kultur und Sehenswürdigkeiten
- Wehrkirche St-Bonnet aus dem 9. Jahrhundert[1]

## Bevölkerungsentwicklung
| Jahr      | 1962 | 1968 | 1975 | 1982 | 1990 | 1999 | 2008 | 2017 |
| Einwohner | 306  | 300  | 316  | 358  | 372  | 579  | 712  | 835  |